# دومينيك موناغان
ولد دومينيك موناغان (بالإنجليزية: Dominic Monaghan) في برلين في ألمانيا بتاريخ 8 ديسمبر 1976 قُدّم إلى جماهير السينما في أنحاء العالم في فيلم سيد الخواتم رفقة الخاتم، معروف بالدراما التلفزيونية البريطانية تحقيقات هيتى وينثروب(بالإنجليزية: Hetty Wainthrop Investigates) ولدوره تشارلي بيس على العرض التلفزيوني لوست .

## في وقت مبكر من الحياة
ولد موناغان في برلين، ألمانيا، لأبوين بريطانيين: مورين، ممرضة، وأوستن موناغان، وهو مدرس علوم. لديه الأخ الأكبر يدعى ماثيو الذي هو المغني الرئيسي في فرقة سيبيا إيندي. عاشوا أسرة موناغان في برلين، دوسلدورف، شتوتغارت ومونستر، وانتقلوا نحو كل أربع سنوات. عندما كان حوالي 11 سنة، انتقلت عائلته من ألمانيا إلى هيتون مور في ستوكبورت، إنجلترا. لغة موناغان الأم هي اللغة الإنجليزية، لكنه أيضا يتحدث بعض الألمانية وكما هو معروف جيدا لقدرته على انتحال شخصية الآخرين وتكرار اللكنات. برنارد هو اسم جده لأمه، وباتريك واسمه الأب الجد. وقال انه اختار لوقا كاسم تأكيده بعد لوك سكاي ووكر من حرب النجوم، له سلسلة من الأفلام المفضلة لديه، والذي كان أيضا واحدة من الإلهامات له ليصبح ممثلا. وقال انه حضر مدرسة الكاثوليكية الرومانية ثانوية في سانت آن (حيث يدرس عمه وأصبح لاحقا مدير المدرسة) وكلية الاكويني، حيث درس الأدب الإنجليزي والدراما والجغرافيا.

## الحياة الشخصية

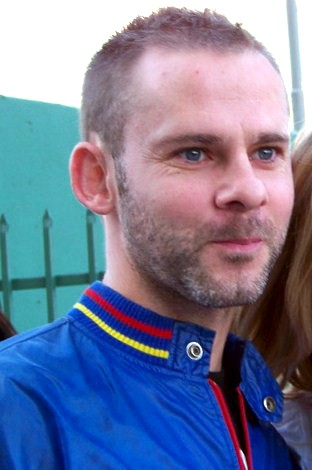
دومينيك موناغان في عام 2009

موناغان هو من محبي الطبيعة، وكان نشطا في مجال غرس الأشجار، والصبار والبذور جراب للأزواج الشجيرات التحوط في الصف. وهو يمتلك غابة صغيرة في الهند، وعمل مع جماعات لحقوق الحيوان (الناس من أجل المعاملة الأخلاقية للحيوانات). موناغان لديه حب كبير للحشرات والزواحف التي طورها خلال طفولته، وأبقت مجموعة متنوعة من الحيوانات المنزلية، بما في ذلك وضع ورقة السرعوف اسمه جزماو، عنكبوت الأرملة السوداء اسمه ويتشتار وثعبان البيضاء يدعى بلينك.
يتمتع موناغان بأنشطة مثل ركوب الأمواج، والتجديف، والتزلج على الجليد وكرة القدم وكرة السلة والمشي لمسافات طويلة. وقد صرح أيضا أنه يحب الصيد للحشرات والزواحف في الهواء الطلق. لقد تعلم الكاراتيه عندما كان طفلا، وممارسات اليوغا، وغالبا ما يذهب إلى صالة الألعاب الرياضية للقوة والتدريب الوزن. وهو مؤيد منذ فترة طويلة ومحبي مانشستر يونايتد.

## أعماله

### الافلام
| السنة | العنوان                         | الدور                 | الملاحظات                        |
| ----- | ------------------------------- | --------------------- | -------------------------------- |
| 1997  | Hostile Waters ‏                 | ساشا                  | فيلم تلفزيوني                    |
| 2001  | سيد الخواتم: رفقة الخاتم        | ميريادوخ برانديباك    |                                  |
| 2002  | سيد الخواتم: البرجان            | ميريادوخ برانديباك    |                                  |
| 2003  | سيد الخواتم: عودة الملك         | ميريادوخ برانديباك    | حاز على جائزة نقابة ممثلي الشاشة |
| 2003  | An Insomniac's Nightmare        | جاك                   |                                  |
| 2004  | Spivs                           | Goat                  |                                  |
| 2004  | The Purifiers                   | سول                   |                                  |
| 2005  | Ringers: Lord of the Fans       | Narrator              |                                  |
| 2005  | Shooting Livien                 | أوين سكوت             |                                  |
| 2008  | I Sell The Dead                 | آرثر بليك             |                                  |
| 2009  | رجال-إكس الأصول: وولفرين        | Chris Bradley / Bolt ‏ |                                  |
| 2010  | Soldiers of Fortune ‏            | سين                   |                                  |
| 2011  | Pet                             | سيث                   |                                  |
| 2012  | The Day ‏                        | ريك                   |                                  |
| 2013  | Deep Burial                     | روبنسون               |                                  |
| 2013  | Molly Moon: The great Hypnotist | Unknown               |                                  |
| 2016  | حيوان أليف                      | سيث                   |                                  |

### التلفزيون
| السنة     | العنوان                                             | الدور                    | الملاحظة |
| --------- | --------------------------------------------------- | ------------------------ | --- |
| 1996–1998 | Hetty Wainthropp Investigates                       | Geoffrey Shawcross       | Main cast member.                                                                                                 |
| 2000      | This Is Personal: The Hunt for the Yorkshire Ripper | Jimmy Furey              | |
| 2000      | Monsignor Renard                                    | Etienne Pierre Rollinger | |
| 2004–10   | الضياع (مسلسل)                                      | تشارلي بيس (لوست)        | Main cast member 2004–2007 Recurring special guest star 2008 and 2010. Screen Actors Guild Award win; 65 episodes |
| 2008      | ماد تي في                                           | Himself                  | Aired 26 April 2008                                                                                               |
| 2008      | CQC                                                 | Himself                  | 23 June 2008. In CQC Argentina with إيفانجلين ليلي                                                                |
| 2009      | تشاك                                                | Tyler Martin             | One episode – Chuck Versus the Third Dimension                                                                    |
| 2009–10   | فلاش فورورد                                         | Dr. Simon Campos         | Main cast member                                                                                                  |
| 2010      | LA Ink                                              | Himself                  | Guest appearance                                                                                                  |
| 2010      | توب غير (الولايات المتحدة)                          | Himself                  | Big Star in a Small Car Lap Time 1:45.3                                                                           |
| 2011      | The Late Late Show with Craig Ferguson              | Voice of Geoff Peterson  | Guest appearance                                                                                                  |
| 2012      | The Unknown                                         | Mark Nickel              | All Episodes. A Crackle.com Original Series.                                                                      |
| 2012      | Childrens Hospital                                  | Dr. Owen Maestro         | Episode "British Hospital"                                                                                        |
| 2012      | Wild Things with Dominic Monaghan                   | Himself                  | All Episodes |
| 2012      | The Millionaire Tour Web Serie                      | Casper                   | All Episodes |
| 2012      | Soccer AM                                           | Himself                  | One Episode |

### فيديو كليب
| السنة | الفنان        | العنوان                | الملاحظات                |
| ----- | ------------- | ---------------------- | ------------------------ |
| 2010  | إمينم & ريانا | أحب طريقة كذبك (أغنية) | مع ميغان فوكس بدورصديقته |

## روابط خارجية
- دومينيك موناغان على موقع IMDb (الإنجليزية)
- دومينيك موناغان على موقع روتن توميتوز (الإنجليزية)
- دومينيك موناغان على موقع ألو سيني (الفرنسية)
- دومينيك موناغان على موقع ميوزك برينز (الإنجليزية)
- دومينيك موناغان على موقع تيرنر كلاسيك موفيز (الإنجليزية)
- دومينيك موناغان على موقع أول موفي (الإنجليزية)
- دومينيك موناغان على موقع قاعدة بيانات الأفلام السويدية (السويدية)
- دومينيك موناغان على موقع إن إن دي بي (الإنجليزية)
- دومينيك موناغان على موقع قاعدة بيانات الفيلم (الإنجليزية)
- دومينيك موناغان على موقع كينوبويسك (الروسية)
- Dominic Monaghan interview
- Dominic Monaghan – The cool Briton (Unofficial Website) نسخة محفوظة 20 يوليو 2011 على موقع واي باك مشين.